# Marie Elizabeth May Bell
Marie Elizabeth May Bell, auch Elisabeth (geb. Watts, * 1887; † 1965), war eine Politikerin in Südwestafrika. Sie war von August 1941 bis August 1946 Bürgermeisterin von Windhoek, der Hauptstadt des seit 1990 unabhängigen Namibias.
Bell war die erste Frau, die das Bürgermeisteramt in Windhoek innehatte. Gleichzeitig war sie einer der am längsten amtierenden Stadtoberhäupter in der Geschichte. Ihr Vorgänger sowie Nachfolger war Edgar Sander.
Sie war mit John Louis George Bell (1871–1945) verheiratet, mit dem sie 1919 nach Südwestafrika zog. Ihr gemeinsamer Sohn war Colin Earl Bell (1913–?), ein südafrikanischer Landwirt und Schriftsteller.